# 川島口站
川島口站（日语：／ Kawashimaguchi eki */?）是位於香川縣高松市元山町，高松琴平電氣鐵道（琴電）的長尾線車站，現時已經廢止。

## 歷史
- 1912年（明治45年）4月30日 - 高松電氣軌道車站啟用。
- 1943年（昭和18年）11月1日 - 公司合併，成為高松琴平電氣鐵道長尾線車站。
- 1969年（昭和44年）5月5日 - 廢止。

## 車站構造
車站是一座地面車站，設有1面1線的單式月台。車站位於現時川島口平交道西邊（春日川鐵橋西邊。於元山站靠近長尾站一方約800米處）。
春日川鐵橋的斜度達千分之25，為長尾線最急斜坡。川島口站為斜度最頂點。在這個斜度中，當滿客列車會無法登上斜坡。由於客量較少，因此早上和黃昏部分班次通過。
後來由於春日川進行河道整治工作，便成為廢站。

## 車站周邊
- 春日川（日语：春日川 (高松市)）

## 其他
- 現時的春日川鐵橋在1975年（昭和50年）更換至另一座鐵橋。因此川島口站沒有痕蹟。
- 高松電氣軌道（現時：長尾線）當初計劃在川島口站途經木田郡坂之上村（後來為川島町（日语：川島町 (香川県)）。現時：高松市川島本町）前往池戶站。後來由於受到前田村（日语：前田村 (香川県)）收地影響，因此使用現時走線。

## 相鄰車站
高松琴平電氣鐵道
長尾線
元山－川島口－山崎－水田

## 注腳
1. ↑  60年のあゆみ（日語） p.14 （2021年2月21日參閱）